# Talinum fruticosum
Talinum fruticosum es una planta herbácea perenne nativa de México, el Caribe, América Central, y gran parte de América del Sur. 

## Nombres comunes
Entre sus nombres comunes se cuentan: hoja de agua, cariru, verdolaga camba, espinaca de Filipinas, espinaca de Ceylan, espinaca de Florida, beldroega grauda, Lagos bologi, maria gorda, vicho Bolló en la región Caribe de Colombia y en el idioma palenquero dicen Acababollo. Es muy frecuente su cultivo en regiones tropicales como verdura de hoja.

## Descripción
La planta crece erguida, alcanza una altura de 30 a 100 cm. Sus flores son pequeñas y rosadas y posee hojas grandes y carnosas.

## Usos
Como verdura de hoja, T. fruticosum es rica en vitaminas vitamina A y C, y minerales tales como hierro y calcio. A causa de su elevado contenido de ácido oxálico, se debe evitar su consumo por aquellos con problemas renales (ya que puede producir cálculos renales), gota, y artritis reumatoidea. Más del 90 % del oxalato se encuentra en una forma soluble, el cocido permite eliminar casi el 50 % del oxalato soluble.
Contiene ácido hidrociánico, el cual también es destruido durante la cocción, por lo cual no se aconseja el consumo de grandes cantidades de vegetal crudo. Se debe tener cuidado en el uso de este vegetal para alimentar bebés, dado que contiene nitratos y nitritos, que no se eliminan mediante cocción.
Se la cultiva en el oeste de África, sur de Asia, sudeste de Asia, y zonas cálidas de América del Norte y del Sur. Junto con la especie Celosia, T. fruticosum es una de las más importantes verduras de hoja de Nigeria. En Brasil se la cultiva a lo largo de las márgenes del río Amazonas, y es muy consumida en los estados de Pará y Amazonas.